# Pripjaťské Polesí

Pripjaťské Polesí (zeleně) na geomorfologické mapě Běloruska

Pripjaťské Polesí (bělorusky Прыпяцкае Палессе, rusky Припятское Полесье) je fyzicko-geografický rajón Běloruského Polesí. Rajón se rozkládá na jihu Běloruska, ve východní části Brestské oblasti, na západně Homelské oblasti, na jihu Minské oblasti a na samém jihozápadě Mohylevské oblasti. Hraničí s Brestským Polesím a rovinou Zaharoddzje na západě, Baranavickou a Centralnabjarezinskou rovinou na severu, Homelským a Mazyrským Polesím na východě a jihovýchodě a jihovýchodě s Žytomirským a Valynským Polesím na jihu.
Pripjaťské Polesí se táhne od západu na východ v délce 140 až 220 km, od severu k jihu 105 až 140 km. Zaujímá rozlohu přes 20 tis. km². Nadmořský výška se pohybuje od 127 do 140 m. Nejvyšší bod měří 186 m (západně od obce Čaljuščavičy v Petrykaŭskému rajónu).
Po době ledové se Pripjaťské Polesí proměnilo v obrovskou vodní plochu naplněnou vodou z ledovců, která si později získala jméno Poleské moře. Na středověkých mapách je toto místo označeno jako Hérodotovo moře, protože starověký řecký historik jej zmínil ve svých pracích jako nepřekonatelnou poleskou bažinu.

## Geologická struktura
Po tektonické stránce spadá střední a východní část Pripjaťského Polesí do Pripjaťského aulakogénu a částečně do Poleského sedla. Sedimentární obal Pripjaťského aulakogénu o mohutnosti převážně 1,5—2,6 km je tvořen usazeninami z období svrchního proterozoika, paleozoika (prvohor), mezozoika (druhohory) a kenozoika, mezi nimiž je nejsilnější svrchně devononská solná vrstva. Na Poleském sedle o muhutnosti 0,4–0,6 km převažují horiny staršího proterozoika, křídy, paleogénu a neogénu.